# Louise Nevelson

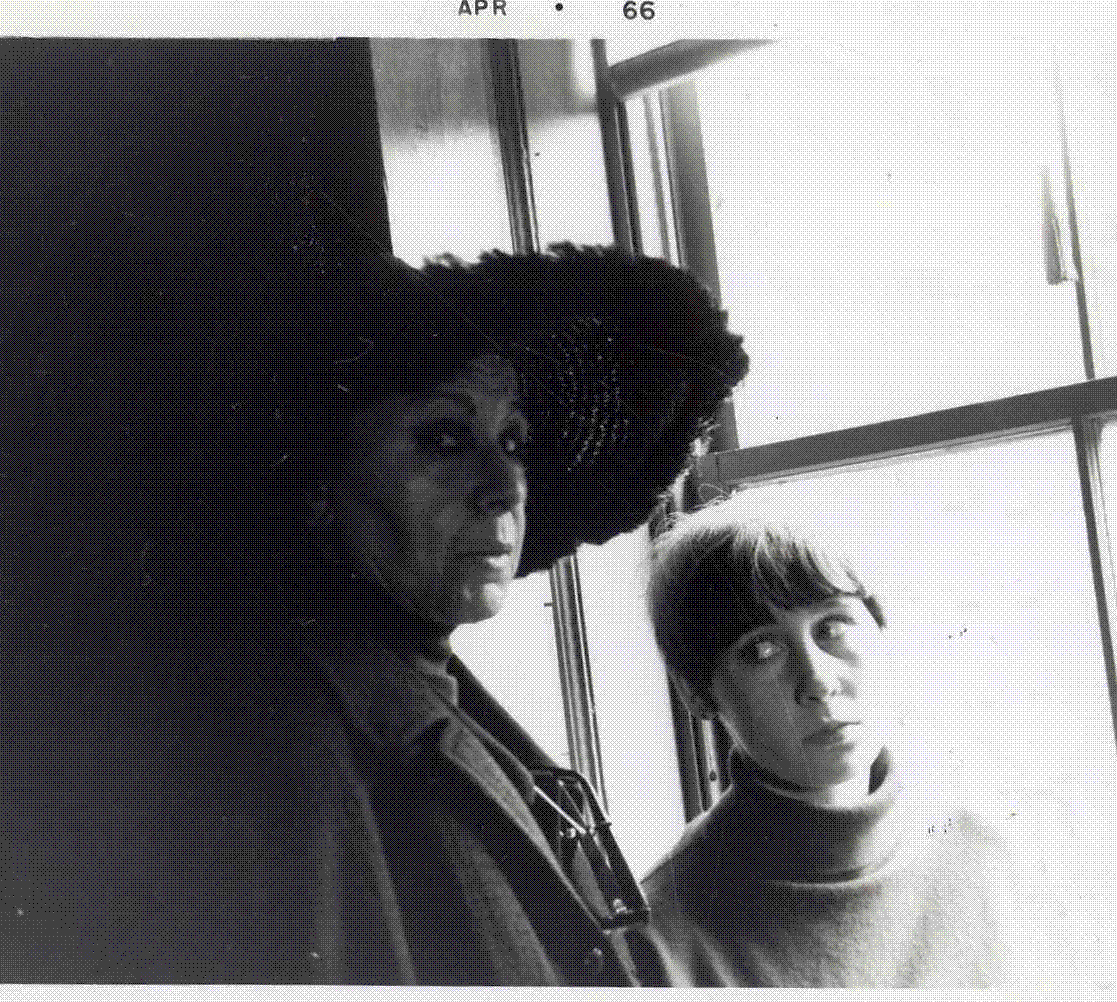
Louise Nevelson en kleinkind (1965)

Louise Nevelson geboren als Leah Berliawsky (Kiev, 23 september 1899 - New York, 17 april  1988) was een Amerikaans beeldhouwster.

## Levensloop
Nevelson werd geboren als dochter van een Joodse houthandelaar. In 1905 emigreerde de familie naar de Verenigde Staten. Haar vader bracht zijn bedrijf mee naar Rockland, Maine. Volgens de overlevering speelde zij al als klein kind met hout vanaf het moment van aankomst in Maine en zou zij al vanaf haar tiende hebben geweten dat zij beeldhouwer wilde worden.
1929 was het jaar dat zij haar studie aanving aan de befaamde Art Students League of New York. In 1931 ging Nevelson naar Europa en studeerde zij bij Hans Hofmann in München, voordat zij haar reis voortzette naar Italië en Frankrijk. Zij keerde terug naar New York in 1932 en hervatte haar leertijd bij Hofmann, die inmiddels gastdocent was aan de Art Students League of New York. 

## Werk
In 1933 ontmoette Nevelson de beroemde Mexicaanse schilder en politiek activist Diego Rivera aan de New Workers School, New York. Rivera was in New York om aan zijn muurschildering voor het Rockefeller Center te werken en zij assisteerde af en toe. Vrij kort daarna ving zij haar beeldhouwwerk aan en ging zij beeldhouwklassen volgen bij Chaim Gross van de Educational Alliance.  Nevelson is bekend geworden om haar abstract-expressionistische werk. Door haar toepassing van gevonden objecten en rommel van de schroothoop, dat ze door hergebruik tot kunstvoorwerpen omvormde wordt zij gerekend tot de zogenaamde assemblage-kunstenaars.
Nevelson overleed thuis op 88-jarige leeftijd. Zij zal herinnerd worden als een van de meest belangrijke kunstenaars van de twintigste eeuw. In New York is in 1979, in de wijk Lower Manhattan, een stadstuin, opgedragen aan haar werk, vol met haar metalen sculpturen, het Louise Nevelson Plaza.